# Kościół Matki Bożej Różańcowej w Dusznikach-Zdroju
Kościół Matki Bożej Różańcowej – polskokatolicki kościół parafialny należący do dekanatu dolnośląskiego diecezji wrocławskiej

## Historia
Świątynia została wzniesiona jako kościół ewangelicki szwedzkiego Związku Gustawa Adolfa, jako pierwszy kościół tego wyznania na Śląsku. Ufundował ją Riwotzky, który w 1844 roku kupił działkę przy obecnej ulicy Słowackiego.
Budowa była prowadzona przez architekta Häuslera pod nadzorem królewskiego inspektora Opitza. W fundamentach został umieszczono słój z dwoma talarami i medalem pochodzącymi z berlińskiej wystawy przemysłowej z 1844 roku. Pierwotnie wieża posiadała płaskie nakrycie, które wykonał Reuner z Wrocławia. Budowa świątyni została ukończona w 1845 roku, natomiast w sierpniu 1846 roku na wieży zostały zamontowane dzwony. Wokół świątyni powstał cmentarz. W 1893 roku został ukończony dach hełmowy wieży.
W 1892 roku wybudowano nową zakrystię, założono posadzkę, zamontowano ołtarz, ambonę i organy oraz powstał wystrój malarski wykonany przez Rogowskiego. Od 1946 roku kościół należy do Kościoła Polskokatolickiego w RP.

## Galeria

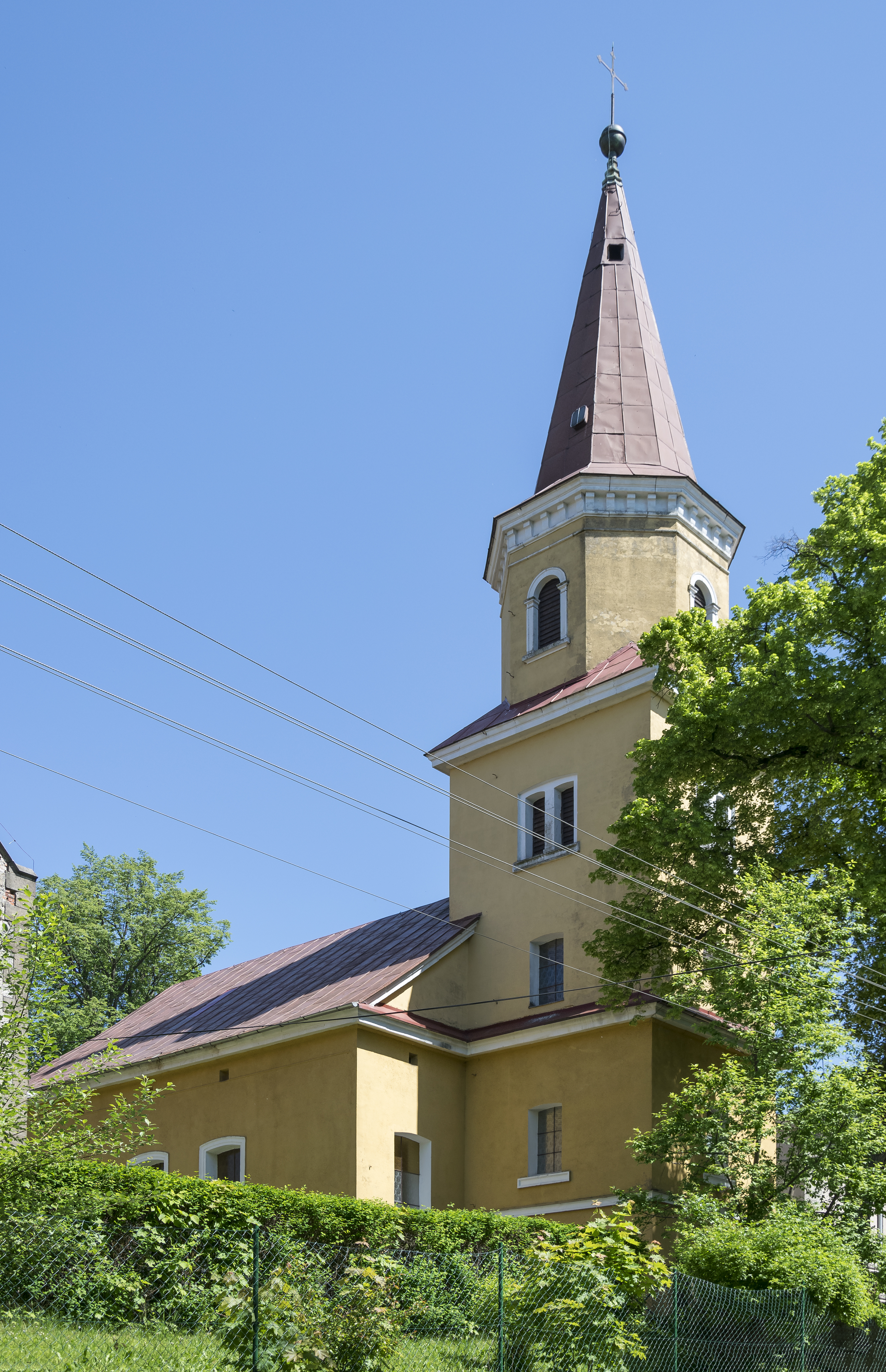
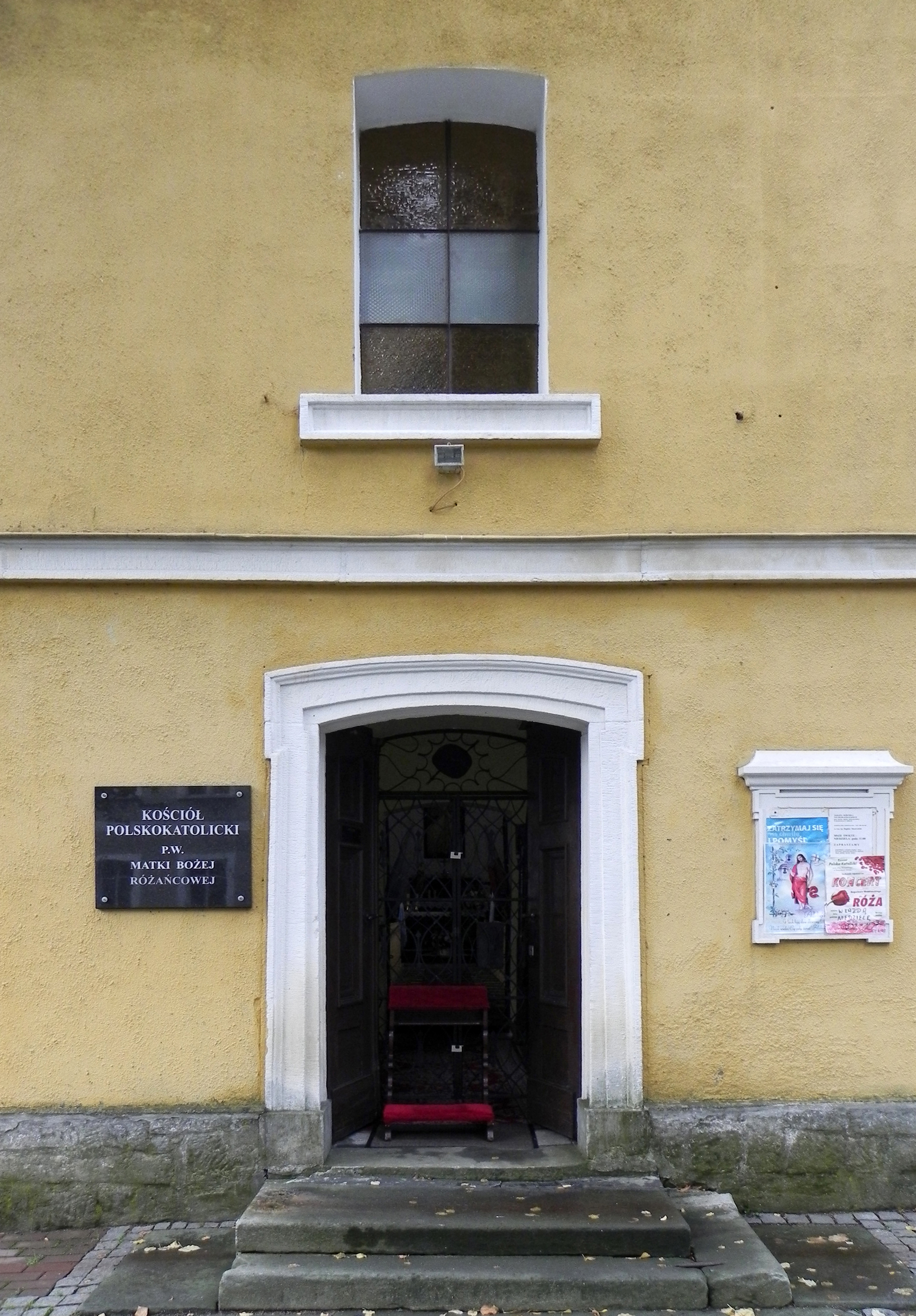
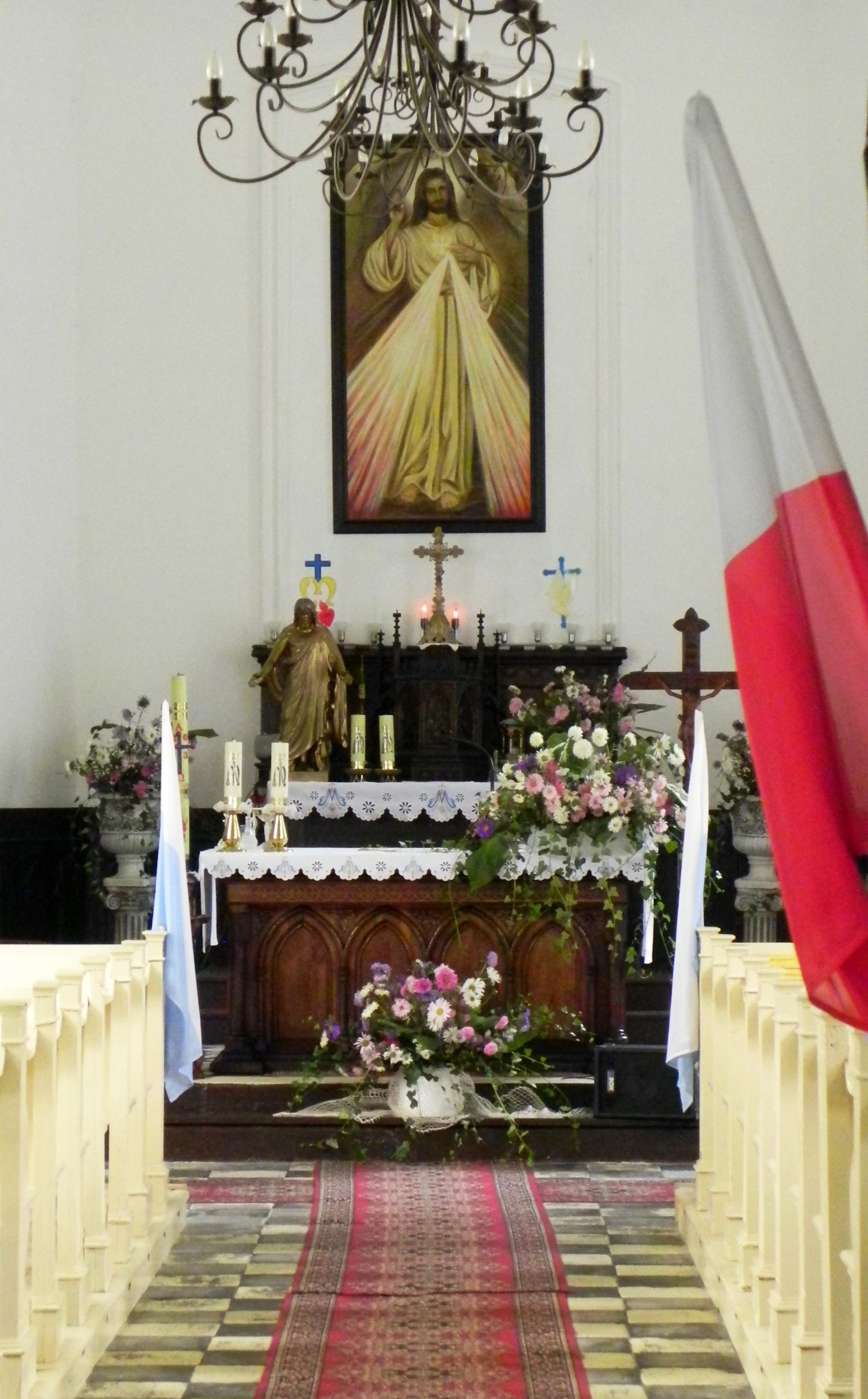